# Willa Ford
Amanda Lee Williford-Modano (Ruskin, 22 de janeiro de 1981) é uma designer de interiores, ex-atriz e ex-cantora estadunidense.

## Vida Pessoal
Amanda Lee Williford nasceu na Flórida a 22 de janeiro de 1981. Desde pequena sonhava em seguir uma carreira na música. Em 2001, Willa Ford conseguiu esse sonho graças ao seu tema "I Wanna Be Bad".
Aos 11 anos, Willa Ford começou a sua carreira com o grupo infantil Entertainment Revue. Aos 15, saiu do grupo para perseguir novos desafios. Mudou-se para Los Angeles e em 1999 conseguiu um contrato com a Lava/Atlantic. 

## Discografia

### Álbuns
- 2001 - Willa Was Here

### Singles
| Ano  | Single                                           | Álbum          |
| ---- | ------------------------------------------------ | -------------- |
| 2001 | "I Wanna Be Bad"                                 | Willa Was Here |
| 2001 | "Did Ya' Understand That"                        | Willa Was Here |
| 2001 | "Santa Baby (Gimme, Gimme, Gimme)"               |                |
| 2004 | "F*ck The Men (A Toast to Men)" (feat. Lady May) |                |

## Filmografia
| Título                      | Ano  | Papel             | Notas |
| Impulse                     | 2008 | Claire Dennison   |       |
| The Anna Nicole Smith Story | 2008 | Anna Nicole Smith |       |
| Friday the 13th             | 2009 | Chelsea           |       |